# Zoot Sims
John Haley "Zoot" Sims (29. oktober 1925 i Queens, New York, USA – 23. marts 1985) var en amerikansk jazzsaxofonist.
Zims der var inspireret af Lester Young,blev selv en inovator på saxofonen. han spillede mest i swing stil,men dyrkede også andre former for jazz. 
Han har spillet med Buddy Rich,Stan Kenton,Oscar Peterson,Gerry Mulligan,Woody Herman,Count Basie og Art Pepper.